# Фотокомикс
Фотокомикс (или фотоновелла) — одна из разновидностей жанра комикса, в которой вместо рисованных изображений используются фотографии.
Фотокомиксы популярны в Испании, Франции и Латинской Америке, где они также называются фотоновеллы.
Жанр фотокомикса получил широкое распространение именно в интернете как дальнейшее развитие идеологии веб-комикса (англ. Webcomics).
В роли персонажей фотокомиксов обычно выступают реальные люди (актёры, политики и др.), персонажи интернет-мемов или игрушки (например Годзилла, Барби и др.).
Часто в фотокомиксы также добавляют рисованных персонажей.
Сюжеты для фотокомиксов часто берут из популярных анекдотов или известных историй. Благодаря удачному выбору кадров старый анекдот или история часто приобретают новый смысл, «оживают».
Фотокомикс может быть представлен в разных формах. В классической — в стиле обычного комикса, в которой фотографии компонуются в подобие бумажного листа (в несколько столбцов и строк). В форме удобной для веб — ленточной, фотографии вытягиваются в вертикальную полосу (обычно эта форма используется в форумах, путём последовательного формирования фотокомикса участниками форума).
Часто фотокомиксы используют в учебной литературе и вспомогательных материалах для образовательного процесса в игровой форме.
Съёмки фотокомикса лежат в основе сюжета первого полнометражного фильма Федерико Феллини — «Белый шейх» (1952).

## Примеры
- OMGgame comix
- Comixme.net — фотокомиксы со звёздами
- Ulybki.net — фотокомиксы по мотивам анекдотов
- DOMESTIC BLISS
- Twisted Kaiju Theater[англ.]
- Ask Dr. Eldritch
- shein_gen фотокомиксы
- Union of Heroes
- DayFun — ДейФан — фотокомиксы, юмор в картинках, фотоприколы